# Desmond David Hume
Desmond David Hume egy fiktív szereplő a Lost c. sorozatból.

## 2. évad
Desmond a bunkerben élő ember akinek az a dolga, hogy 108 percenként üsse be a bunker számítógépébe a 4 8 15 16 23 42 kódot. Amikor a túlélők (Kate és Locke) lemennek a bunkerbe, azt hiszik: John az utód, akit azért küldtek, hogy leváltsa őt a gombnyomogatásban. Locke elmondja, hogy Kate egy bűnöző. Desmond bezárja Kate-et. Közben Jack is lemegy. Amikor meghallja Jacket, fegyvert fog Locke-ra. Jack felismeri őt: évekkel korábban már találkoztak egy stadionban, mikor egyszerre mentek futni. Des megmutatja a bunker tájékoztatóját, majd később egy rövid tűzharc során golyót kap az állomás számítógépe és elfüstöl, így nem tudják beírni a kódot. Desmond azt mondja, itt a világvége, és elmenekül. Sayid később megjavítja a számítógépet, ám ekkor már csak a túlélők maradnak a bunkerben, akiknek dönteniük kell, hogy folytassák-e a számok beírását.
A Három perc című epizódban Sun meglát egy vitorlást. A következő epizódból kiderül, hogy Desmond az. Amikor találkozik Locke-kal, eldöntik, hogy másnap kiderítik, mi történik, ha nem nyomják meg a gombot. Elbarikádozzák magukat a bunkerben – kizárva ezzel Mr. Eko-t is – egy vészhelyzeti csapóajtó segítségével, azzal, ami korábban Locke lábát is odazárta a Zárlat című epizódban. Mielőtt azonban a számláló lejárna, Desmond rájön, hogy az Oceanic 815-ös járata miatta zuhant le, mert egy alkalommal képtelen volt idejében bevinni a kódot. 
Ekkor már nem akarja, hogy a számláló lenullázódjon, így összevesz Locke-kal, de Locke összetöri a gépet. Miután nem sikerül megakadályozni a visszaszámlálást, Des fejvesztve rohan a könyvespolchoz, azt a Dickens könyvet keresve, melyet végszükségére tett félre. Kiveszi belőle a megszakító kulcsot, elmondja Locke-nak: mennie kell, hogy megmentse az életét és mindenki másét is. Elmondja neki, hogy korábban Locke is megmentette őt, mikor öngyilkos akart lenni, de hallotta, amint Locke a bunker tetejét püföli és kiabál (Isteni gépezet (Lost). Akkor, ott visszakapta a reményt, elmondja még: sajnálja, hogy elvesztette a hitét, de el kell hinnie, hogy ez itt mind valóság és most helyre kell hoznia a hibát, amit ejtettek. Lemegy az alagsorba, megkeresi a megszakítót, beledugja a kulcsot és elfordítja. Ekkor fülsértő zaj és az ég bíborszínűvé válása közepette a bunker megsemmisül.

## 3. évad
Desmond mezítelenül találja magát. A dzsungelben találkozik Hurley-vel és kér tőle ruhát. Hurley hoz neki. A férfi aggódik Jackékért, de Desmond megnyugtatja, hogy Locke kifejtette beszédében, hogy megkeresi őket. Hurley csodálkozik, hisz a kopasz nem mondott semmilyen beszédet. Viszont később tényleg mondott egy beszédet, és azt is kifejtette, hogy megmenti őket. Hurley csak annyit mond: „Tiszta deja vu”. Később kiderül, hogy Desmond látja a jövőt. Így többször megmenti Charlie-t.
- Desmond épített Claire háza mellé egy villámhárítót. Így nem csapott bele a villám Charlie-ba.
- Desmond megakadályozta, hogy Charlie madárfogás közben leessen egy szikláról és kitörje a nyakát.
- Desmond félrelökte Charlie-t, mielőtt Rousseau egyik csapdájának nyílvesszője átlőtte volna a torkát.

Amikor Juliet elmondja, hogy a Tükör állomás-on van egy gomb, amit ha elfordítanak akkor fel tudják venni a hajóval a kapcsolatot, Charlie vállalkozik, hogy elmegy a víz alatt lévő állomásba. Amikor fölémennek egy csónakkal, Charlie arra kéri Desmondot, hogy maradjon a csónakban, de a skót vele szeretne tartani. Ekkor Charlie leüti, és a zsebébe teszi az általa írt levelet élete legjobb 5 élményéről. Mire Desmond magához tér, a fiú már nincs ott, így hát leúszik a víz alá. Látja Charlie-t megkötözve, ekkor megérkezik Mikhail. Káosz lesz úrrá a helyiségben. Végül Charlie bemegy a terembe, ahol a gomb van, és bezárja az ajtót. Bent beszél Penny-vel, akitől megtudja, hogy nincs semmilyen mentőosztag. Ekkor Mikhail berobbantja a termet, és a víz beömlik. Élete utolsó pillanataiban Charlie ráírja a kezére: „EZ NEM PENNY HAJÓJA”, majd az ajtó üvegablakán keresztül megmutatja Desmondnak.